# Eugen Corrodi
Eugen Corrodi   (Ticino, 2 de juliol de 1922 - Zúric, 7 de setembre de 1975) fou un futbolista suís de la dècada de 1940.

## Trajectòria
Pel que fa a clubs, la seva carrera transcorregué al FC Lugano. També fou internacional amb la selecció suïssa, amb la qual participà en el Mundial del Brasil 1950.